# Sibylla av Jerusalem
Sibylla av Jerusalem, född 1160, död 1190, var en monark (drottning) av Jerusalem. Hon var gift med Wilhelm de Montferrat och Guy av Lusignan. Hon var dotter till kung Amalrik I av Jerusalem och Agnes de Courtenay och mor till kung Balduin V av Jerusalem. 

## Biografi
Sibylla blev tidigt Jerusalems tronarvinge. Hennes föräldrars äktenskap var ogiltigförklarat, men fadern hade trots detta förklarat hennes bror Balduin som sin tronarvinge. 
Balduin IV besteg tronen vid faderns död 1174. Eftersom brodern var leprasjuk, blev Sibylla hans tronarvinge. Hon fick som tronarvinge år 1176 den traditionella titeln grevinna av Jaffa och Askalon. Samma år arrangerades hennes äktenskap med Wilhelm de Montferrat, som dock avled 1177. Sibylla gifte om sig med Guy de Lusignan 1180. Hennes andra make var mycket impopulär, något som också skadade hennes egen ställning som tronarvinge, men trots det vägrade hon att skilja sig från honom. 
1184 kröntes hennes son Balduin V till monark i stället för henne. Då hennes son avled, efterträddes han dock av Sibylla, som också krönte Lusignan till sin medregent. 
1187 erövrades Jerusalem av muslimerna under Saladin efter belägringen av Jerusalem 2 oktober. En stor del av befolkningen blev då sålda som slavar i enlighet med islamisk lag, men Sibylla och hennes personal fick tillstånd att lämna staden av Saladin personligen. Sibylla och hennes make blev därefter inblandade i tronstrider då oppositionen samlades kring hennes halvsyster Isabella.